# Гарольд Говард
Гарольд Говард (англ. Harold Howard; *1958, Ніагара-Фоллс, Онтаріо, Канада) — канадський спортсмен, професійний боєць змішаних бойових мистецтв.